# Берикашвили, Гиви Захарьевич
Ги́ви Заха́рьевич Берикашви́ли (груз. გივი ბერიკაშვილი; 15 мая 1933 (по другим данным, 1934), с. Колаги, Гурджаанский район, Грузинская ССР — 10 апреля 2017, Тбилиси, Грузия) — советский и грузинский актёр, артист Тбилисского академического театра имени К. Марджанишвили. Народный артист Грузинской ССР (1979).

## Биография
В 1956 году окончил актёрский факультет Театрального института Грузии.

Актерскую карьеру начал в 1966 году, снявшись в киноновелле «Награда» (входящей в состав киноальманаха «Страницы прошлого»), а закончил  в 2009 году ролью Санчо Пансы в кинофильме «Прикованные рыцари» режиссёра Годердзи Чохели, снятом в жанре комедии-притчи.

Многие годы служил в Тбилисском академическом театре имени К. Марджанишвили.

### Творчество
В первую очередь Берикашвили был известен как Берик из легендарного цикла короткометражек Резо Габриадзе про троицу дорожных рабочих, где партнёрами Гиви Захарьевича были Кахи Кавсадзе и Баадур Цуладзе: «Три рубля», «Бабочка», «Лимонный торт»…

Другая культовая работа актёра — не менее легендарная семисерийная «этническая драма» «Берега» (1977) — экранизация романа Чабуа Амирэджиби «Дата Туташхиа».

### Фильмография
| Год  |   | Название                                              | Роль                     |
| ---- | - | ----------------------------------------------------- | ------------------------ |
| 1966 | ф | Награда (новелла в киноальманахе «Страницы прошлого») | Имя персонажа не указано |
| 1967 | ф | Как солдат от войска отстал                           | солдат Лондре            |
| 1971 | ф | Кувшин                                                | Имя персонажа не указано |
| 1971 | ф | Даиси                                                 | Имя персонажа не указано |
| 1974 | ф | Пари                                                  | Авесалом                 |
| 1974 | ф | Рейс первый, рейс последний                           | шофёр                    |
| 1975 | ф | Субботний вечер                                       | Авесалом                 |
| 1975 | ф | У самого Чёрного моря                                 | Шукур                    |
| 1976 | ф | Термометр                                             | Авесалом                 |
| 1976 | ф | Три рубля                                             | Авесалом                 |
| 1976 | ф | Настоящий тбилисец и другие                           | Имя персонажа не указано |
| 1977 | ф | Лимонный торт                                         | Авесалом                 |
| 1977 | ф | Бабочка                                               | Авесалом                 |
| 1977 | ф | Берега                                                | Коста Дастуридзе         |
| 1977 | ф | Возвращение                                           | Имя персонажа не указано |
| 1977 | ф | Покорители гор                                        | Авесалом                 |
| 1978 | ф | Три жениха                                            | Авесалом                 |
| 1980 | ф | Девушка со швейной машинкой                           | Председатель колхоза     |
| 1980 | ф | Удача                                                 | Берик                    |
| 1984 | ф | Понедельник — день обычный                            | Абутидзе                 |
| 1985 | ф | Самые быстрые в мире                                  | Романоз                  |
| 1988 | ф | Житие Дон Кихота и Санчо                              | Имя персонажа не указано |
| 1995 | ф | Тени прошлого                                         | Имя персонажа не указано |
| 1997 | ф | Райские птички                                        | Имя персонажа не указано |
| 1999 | ф | Прикованные рыцари                                    | Санчо Панса              |
| 2005 | ф | И шёл поезд                                           | вор в законе             |

## Награды
- Орден Чести (2000)[1]
- Народный артист Грузинской ССР (1979).
- Заслуженный артист Грузинской ССР[1].
- Государственная премия Грузии имени Шота Руставели (2015)[1].
- Почётный гражданин Тбилиси (2010).
- Лауреат множества премий, в том числе имени Котэ Марджанишвили, Шота Руставели и Ипполитэ Хвичия.

## Смерть
Скончался 10 апреля 2017 года из-за осложнения от пневмонии. Похоронен на Сабурталинском кладбище.